# آروق
روستای آروق یا آیخ مرکز  دهستان گاودول مرکزی  بخش
مرکزی شهرستان ملکان است که در سه کیلومتری شرق این شهر ملکان قرار گرفته است این روستا که طی چندین سال گذشته بر اثر توسعه زیاد و مهاجرت از حالت روستا خارج گردیده است.
شغل اصلی مردم این روستا کشاورزی (باغداری و زراعت) بوده که در کنار آن به دامداری، شغل‌های اداری و خدماتی نیز مشغول هستند. روستای آروق مهد کشتی فرنگی،بستنی و انگور می باشد. 

## جمعیت
از لحاظ جمعیتی آمار روستای آروق بدین صورت می‌باش. با سفر یک روزه  به ملکان و این روستا حال و هوای خود را تغییر دهید. 
تعداد خانوار: ۱۳۰۰ - جمعیت ۵۲۳۲ نفر - جمعیت مرد: ۲۷۳۲ نفر - زن: ۲۵۰۰ نفر - جمعیت باسواد: ۳۷۵۰ نفر.